# Ngôn ngữ chắp dính
Một ngôn ngữ chắp dính là một loại ngôn ngữ tổng hợp có hình thái chủ yếu sử dụng sự chắp dính (kết tụ). Các từ có thể chứa các hình thái khác nhau để xác định ý nghĩa của chúng, nhưng tất cả các hình thái này (bao gồm cả thân và các phụ tố) vẫn còn, trong mọi khía cạnh, không thay đổi sau khi kết hợp. Điều này dẫn đến ý nghĩa từ dễ nói dễ hiểu hơn nếu so với các ngôn ngữ hợp nhất, cho phép sửa đổi trong một hoặc cả hai ngữ âm hoặc chính tả của một hoặc nhiều hình thái trong một từ, thường rút ngắn từ hoặc phát âm dễ hơn. Các ngôn ngữ kết tụ thường có một loại ngữ pháp cho mỗi phụ tố trong khi các ngôn ngữ hợp nhất có nhiều loại. Thuật ngữ này được giới thiệu bởi Wilhelm von Humboldt để phân loại các ngôn ngữ theo quan điểm hình thái học. Từ gốc agglutinative có nguồn gốc từ động từ tiếng Latin agglutinare, có nghĩa là "để gắn kết với nhau".
Ngôn ngữ tổng hợp không chắp dính là các ngôn ngữ hợp nhất; Về mặt hình thái, các ngôn ngữ này kết hợp các phụ tố bằng cách "ép" chúng lại với nhau, thay đổi mạnh mẽ chúng trong quá trình và tham gia một số ý nghĩa trong một phụ tố (ví dụ, trong từ tiếng Tây Ban Nha comí "tôi đã ăn", hậu tố - í mang ý nghĩa đầu tiên người, số ít, thì quá khứ, khía cạnh hoàn hảo, tâm trạng biểu thị, thể chủ động.) Thuật ngữ kết tụ đôi khi được sử dụng không chính xác như một từ đồng nghĩa với tổng hợp. Được sử dụng theo cách này, thuật ngữ bao hàm cả ngôn ngữ hợp nhất và ngôn ngữ inflective.  Các ngôn ngữ kết tụ và hợp nhất là hai đầu của một sự liên tục, với các ngôn ngữ khác nhau rơi nhiều hơn về phía này hoặc đầu kia. Ví dụ, tiếng Nhật nói chung là kết tụ, nhưng xuất hiện tính tổng hợp trong otōto (弟 younger brother), từ oto + hito (ban đầu là woto + pito), và trong cách chia động từ không liên kết của nó. Một ngôn ngữ tổng hợp có thể sử dụng sự kết tụ hình thái kết hợp với việc sử dụng một phần các tính năng hợp nhất, ví dụ như trong hệ thống trường hợp của nó (ví dụ: tiếng Đức, tiếng Hà Lan và tiếng Ba Tư).
Các ngôn ngữ chắp dính có xu hướng có tỷ lệ gắn kết hoặc hình thái cao trên mỗi từ và rất thường xuyên, đặc biệt với rất ít động từ bất quy tắc. Ví dụ, tiếng Nhật có rất ít động từ bất quy tắc - chỉ có hai động từ bất quy tắc đáng kể và chỉ có khoảng một chục động từ khác chỉ có sự bất thường nhỏ; Ganda chỉ có một (hoặc hai, tùy thuộc vào cách xác định "không đều"); trong khi trong các ngôn ngữ Quechua, tất cả các động từ thông thường là có quy tắc. Trong tiếng Thổ Nhĩ Kỳ, chỉ có một danh từ bất quy tắc (su, có nghĩa là nước), không có động từ bất quy tắc nào ngoài các động từ phổ biến và hai dạng cách của động từ tồn tại. Tiếng Hàn Quốc chỉ có mười hình thức chia động từ bất thường ngoại trừ các cách chia động từ thụ động và chủ động. Tiếng Gruzia là một ngoại lệ; nó có tính chắp dính cao (với tối đa tám hình thái cho mỗi từ), nhưng nó có một số lượng đáng kể các động từ bất quy tắc với mức độ bất thường khác nhau.